# Claude Feidt

Claude Feidt (* 7. März 1936 in Audun-le-Roman, Département Meurthe-et-Moselle, Frankreich; † 13. Oktober 2020 in Le Puy-en-Velay) war ein französischer Geistlicher  und römisch-katholischer Erzbischof von Aix. 

## Leben
Claude Feidt studierte an der katholischen Fakultät in Lyon und empfing am 24. Dezember 1961 die Priesterweihe. Von 1966 bis 1980 war er Theologieprofessor am Priesterseminar von Le Puy-en-Velay. Dort wurde er 1972 auch zum Bischofsvikar berufen, nachdem er seit 1963 als Kaplan tätig war.
Papst Johannes Paul II. ernannte ihn am 5. Juli 1980 zum Titularbischof von Balecium und zum Weihbischof in Chambéry. Die Bischofsweihe spendete ihm der Erzbischof von Chambéry, André-Georges Bontems, am 13. September desselben Jahres. Mitkonsekratoren waren Louis Cornet, Bischof von Le Puy-en-Velay, und Jean-Pierre-Georges Dozolme, emeritierter Bischof von Le Puy-en-Velay. Am 16. Februar 1985 wurde er zum Koadjutorbischof von Chambéry ernannt. Mit der Emeritierung von André-Georges Bontems folgte ihm am 14. Mai 1985 als Erzbischof von Chambéry nach. Johannes Paul II. ernannte ihn am 17. Juni 1999 zum Erzbischof von Aix. Wegen seiner Haltung im Missbrauchsskandal um den Abt Pierre Dufour geriet Feidt 2006 in die Kritik. 
Am 29. März 2010 nahm Papst Benedikt XVI. sein aus Altersgründen vorgebrachtes Rücktrittsgesuch an. In der französischen Bischofskonferenz war er Präsident der internationalen Kommission für Übersetzungen und Liturgie. Er lebte seit Februar 2019 im Maison Nazareth in Le Puy-en-Velay und starb 2020 im Krankenhaus Emile Roux in derselben Stadt.

## Schriften
- mit René Pichon: Prêtres en Savoie : entre lacs et montagnes, La Vie nouvelle, Chambéry 1994
- mit  	Claude Duchesneau; Monique Brulin; Philippe Barras: Laissez-vous réconcilier avec Dieu : proposer le sacrement de la pénitence et de la réconciliation dans la société actuelle, Cerf, Paris 1999
- mit Therry Scherrer: Nous avons contemplé sa gloire, Parole et silence, Paris 2003
- Directoire sur la piété populaire et la liturgie principes et orientations, Cerf, Paris 2003
- La celebración del sacramento de la reconciliación proponer el sacramento de la penitencia y de la reconciliación en la sociedad actual, Editorial CCS, Madrid 2010